# Robi Draco Rosa
Robert Edward Rosa Suárez (Long Island, 27 de junho de 1969), ou simplesmente Draco Rosa, é um cantor, ex-integrante do grupo Menudo. Apesar de ter nascido nos Estados Unidos, se considera portorriquenho, devido à origem de seus pais, e para onde se mudou ainda criança, o que ajudou a reforçar suas raízes latinas.

## Biografia
Aos 8 anos já era integrante de um grupo infantil, chamado Admir.

### Menudo
Em 14 de fevereiro de 1984 ingressou no grupo Menudo, onde ficou conhecido como Robby Rosa. Permaneceu até 25 de maio de 1987, sendo o segundo integrante a abandonar o grupo por vontade própria. Isto aconteceu devido à sua insatisfação com a impossibilidade de incluir músicas que estava compondo no repertório do grupo. Os dirigentes do Menudo não aceitaram sua proposta e ele resolveu investir em sua carreira solo. Sua voz é considerada a melhor, de todas que passaram pelo grupo.

### Saída do Menudo
Logo após sua renúncia, veio ao Brasil, onde gravou 2 discos em português, intitulados com seu próprio nome. As músicas "Notícias de Você", "Chuva Fina" e "Hello" do primeiro álbum e "Ser Feliz" e "Coração nas Nuvens" do segundo, foram as de maior sucesso, alcançando os primeiros lugares nas paradas brasileiras. [carece de fontes?]
Morou no Rio de Janeiro. Participou de vários programas de TV (Chacrinha, Raul Gil, Xou da Xuxa, Domingão do Faustão, e outros) e fez shows em vários Estados brasileiros. 

### Cinema
Um ano depois, precisamente em 18 de julho de 1988, estreou em Hollywood com o filme Salsa - o filme quente, onde conheceu quem seria sua futura esposa, a atriz portoriquenha Angela Alvarado. O filme rendeu-lhe o prêmio de "Worst New Star For 1988", no Razzie Awards. É importante ressaltar que Draco não gostou do resultado final do filme, por ter mostrado uma visão estereotipada do povo latino. 
Pouco tempo depois protagonizou outro filme, uma comédia de produção franco-alemã intitulada Gummibärchen küsst man nicht (em português Homens de Verdade não Mascam Chiclete), também com Angela Alvarado. Draco compôs, produziu e interpretou duas músicas para a trilha sonora: "Angela" e "Little Woman", lançada pela RCA Records.

### Década de 90
Em Nova Iorque formou a banda Maggie's Dream, misturando hard rock, soul e funk. Abriu shows para The Fishbone, The Black Crowes, Faith No More, entre outros.
Em Los Angeles mergulhou na arte da pintura, além da música e começou a escrever um livro em 1993, cujo protagonista vive no ano de 7069.
Casou-se com Ângela Alvarado no dia 23 de março de 1990. Divorciaram-se em junho de 2019, após 28 anos de casamento com a atriz Ângela Alvarado (31 anos de união, entre namoro e casamento).
1994
No mês de março de 1994, gravou os CDs Frío e Songbirds & Roosters, em Hollywood, no Music Grinder Studios, porém somente o álbum Frío (todo em espanhol) foi lançado pela Sony Latin, onde as músicas "Cruzando Puertas", "Almas Diferentes/Almas Gemelas", "Frío" e "Casi Una Diosa" se destacam. Este CD inclui também a música "Cuando Pasará", que originalmente foi gravada pelo Menudo. 
1995
Em 1995, mais precisamente no dia 05 de setembro, nasceu seu primeiro filho com Angela, batizado com o nome de Revel Angel.
Ainda em 1995, foi convidado a produzir e compor canções para o novo álbum de Ricky Martin. Como nunca havia produzido ou composto para outros cantores, seu primeiro impulso foi o de rejeitar o convite, porém, sua situação financeira não era muito boa: morava em um pequeno apartamento, tinha um carro velho, um filho recém-nascido e uma dívida no hospital... Resolveu aceitar com a condição de que seu nome não aparecesse. Usando o pseudônimo de Ian Blake, Draco trabalhou na produção e composição do álbum A Medio Vivir, que teve a música Maria como sucesso mundial.
Paralelamente, formou uma banda com Sander Schloss, ex-integrante do Circle Jerk, chamada Sweet and Low.
1996
Em junho de 1996 surgiu Vagabundo, gravado em Londres. É o disco que mais agradou Draco, além de ter sido considerado o melhor álbum de rock em espanhol dos últimos tempos pela revista Spin.[carece de fontes?] Algumas canções deste álbum: "Vagabundo", "Madre Tierra", "Llanto Subterráneo", "Blanca Mujer" e "Brujeria". Esta produção é descrita como gótica, influenciada literariamente por "Poetas Malditos" como Arthur Rimbaud, Charles Baudelaire e William Blake.
Apesar de usar o nome Robi Draco Rosa para promoção do álbum Vagabundo, trocou seu nome legalmente para Draco Cornelius Rosa no começo da década de 90.
1997
A canção "Madre Tierra" ganhou o Billboard International Latin Music Award na categoria de vídeo de rock do ano, em 25 de abril de 1997.
1998
Em fevereiro de 1998, Draco criou a Phantom Vox Corporation, que é um misto de estúdio de gravações e uma empresa voltada a toda e qualquer forma de arte e cultura de Porto Rico.
A Phantom Vox ("voz do fantasma"), é um ponto de reunião para seus seguidores. Um lugar onde é possível escutar um programa de rádio de Hip Hop, conseguir bolsas para o Conservatorio de Música, além de um espaço destinado ao Museu de Arte Contemporânea e ao Museu de Porto Rico. Suas palavras: "No sólo es música... son piezas, corazón, palabras y locura".
(Tradução: Não é somente música... são obras, coração, palavras e loucura.)
Neste mesmo ano, participou do 4.º Festival de Rock Al Parque, na Colômbia. O Rock Al Parque é considerado o maior festival gratuito e ao ar livre da América Latina.
Voltou a trabalhar com Ricky Martin, compondo, produzindo e fazendo parte dos coros de Vuelve, outro CD de sucesso de Ricky Martin, onde a música "La Copa de La Vida" foi escolhida para representar a Copa do Mundo.
O álbum Songbirds & Roosters, gravado em 1994, foi lançado em 1998, com os temas que havia interpretado em Frío, porém transformando suas histórias e cantando em inglês. "Cruzando Puertas" mudou para "Rosa María", "Cuándo Pasará" para "Junkie" e "Frío" para "Blindman's Parade", entre outras. 
1999
Dolores del Infante foi o pseudônimo utilizado na co-produção do álbum Corazón, no ano de 1999, para Ednita Nazario, uma famosa cantora portoriquenha, a qual é amiga de Draco desde os tempos de Menudo.
Em 1999 e 2000, retornou a parceria com Ricky Martin, no lançamento do primeiro e segundo CDs em inglês, intitulados, respectivamente, Ricky Martin e Sound Loaded.
Draco é co-autor de vários temas famosos de Ricky Martin, entre eles se destacam "Volverás" e "María" do álbum A Medio Vivir (1995), "Por Arriba, Por Abajo" e "La Copa de La Vida" do álbum Vuelve (1998), "Livin´ La Vida Loca" e "Shake Your Bon-Bon" do álbum Ricky Martin (1999), "She Bangs" e "Loaded" do álbum Sound Loaded (2000), entre outras. Por seu trabalho como produtor e compositor dos êxitos de Ricky Martin, foi indicado quatro vezes para os prêmios Grammy.

### Anos 2000
2000
Em maio de 2000, em Los Angeles, ganhou prêmios no 7th Annual Latin Awards da BMI, como co-autor das canções "Livin' La Vida Loca" e "Perdido Sin Ti".
Draco também compôs e produziu três canções para o álbum Noche de Cuatro Lunas, no ano de 2000, para Julio Iglesias. São elas: "No es Amor Ni es Amar", "Noche de Cuatro Lunas" e "Te Voy a Contar Mi Vida".
2001
No dia 5 de fevereiro de 2001, nasceu Redamo Cicero, segundo filho de Draco e Angela Alvarado.
Lançou a coletânea Libertad Del Alma (2001), que ficou na lista da Billboard, entre os 11 melhores álbuns latinos, com dois temas inéditos: "Commitment #4" e "Como Me Acuerdo".
Para a música "Commitment #4", foi produzido um vídeo sobre a situação da Ilha de Vieques, que vem sendo utilizada como base para exercícios da Marinha dos Estados Unidos há pelo menos 60 anos, causando, comprovadamente, danos à saúde da população. Consciente politicamente, Draco luta a favor da causa de Vieques, e por este motivo acabou detido, de 6 de maio a 14 de junho de 2001, junto com o ator Edward James Olmos e o advogado ambientalista Robert Kennedy Jr., por invadirem a Zona de Segurança da Marinha da ilha ao promoverem um ato de desobediência civil.
Draco destina parte da quantia arrecadada em seus shows para a causa de Vieques.
Em outubro do mesmo ano, a Phantom Vox colocou o site [www.phvx.com] no ar, explorando, apoiando e divulgando toda forma de arte de Porto Rico.
Draco encerrou 2001 com o show Libertad Del Alma Concert, em San Juan, Porto Rico, com o Coliseo Roberto Clemente lotado de fãs de todas as idades, que mais uma vez saíram satisfeitos de uma grande apresentação.
2002
Participou do show Paz en la Paz, que aconteceu no Capitolio de San Juan, Porto Rico, em agosto de 2002. Deixou sua mensagem e criticou a triste realidade de sua busca pela paz.
No decorrer do mesmo ano, participou das gravações do especial de Natal produzido pelo Banco Popular de Porto Rico, intitulado Encuentro, junto a Rubén Blades e Juan Luis Guerra, com gravação de CD e DVD. O convite foi feito por terem sido considerados os três artistas de maior destaque e influência na América Latina e foi ao ar no final do ano.
2004
Num misto de jazz e rock, em março de 2004 foi gravado o álbum Mad Love, com a maioria das canções em inglês, cujas canções "Crash Push", "Dancing In The Rain" e "Lie Without a Lover" foram as de maior sucesso.
Para Draco, Mad Love reúne 15 capítulos que mostram a pureza do homem em seus 'altos e baixos'.
Saiu em turnê pelo mundo, passando por diversos países, como Japão, EUA, Espanha, França, Alemanha, Panamá, Argentina, Colômbia, Singapura e Brasil.
Depois de Mad Love, o álbum em espanhol Como Me Acuerdo foi lançado em agosto de 2004. Além das canções inéditas "Canción de Cuna" e "Bandera", Draco reuniu nesta recompilação vários sucessos, algumas com uma nova roupagem, como a canção "Cuando Pasará" e "Volver", que inclusive passou a se chamar "Bajo La Piel".
Ainda no ano de 2004, teve três indicações ao Grammy Latino: "Melhor Álbum", "Melhor Música" e "Melhor Vídeo". O video "Más Y Más", dirigido por Angela Alvarado, levou a estatueta no dia 7 de setembro.
Detalhe interessante: Draco não ficou com o prêmio. O mesmo foi doado a uma escola de arte de Porto Rico, como representação do que é lutar e triunfar.
Retornou a Porto Rico em grande estilo. No dia 18 de setembro de 2004 realizou o show Al Natural, no Coliseo José Miguel Agrelot (Coliseo de Porto Rico), com gravação do CD/DVD, lançado no ano seguinte, novamente com a direção de Angela Alvarado.
No início de novembro, participou da 10.ª edição do Festival Rock Al Parque, na Colômbia. Tranquilo e sereno, deixou claro a importância do Festival em sua vida, com canções que geralmente nunca canta ao vivo.
2005
Entre junho e julho de 2005, Draco excursionou pela Espanha, abrindo os shows de Lenny Kravitz e Juan Luis Guerra em suas turnês, apresentando o álbum Como Me Acuerdo.
Brindou novamente o povo boricua com o show Draco Live, realizados no Centro de Bellas Artes Luis A. Ferré, nos dias 16, 17 e 18 de setembro de 2005.
Êxito total, com ingressos esgotados em pouco tempo, o que obrigou a produção a realizar mais dois shows extras, que aconteceram nos dias 20 e 21 de outubro, também com casa cheia.
Draco foi enfático ao levar sua mensagem contra a guerra e a violência.
Durante a coletiva de imprensa, Draco apresentou um automóvel Scion, modelo XB, a ser leiloado no mesmo mês, no portal eBay. Levando seu autógrafo, o "dracomóvel" levou uma pintura semelhante às suas tatuagens, e foi assinada pelo artista Javier Garcia.
No dia 19 de dezembro do mesmo ano, o multiartista Celso Gonzalez produziu uma exposição chamada El Ultimo Viaje: El Entierro de Robi Rosa, no Museu de Arte Contemporânea de Porto Rico. Simbolicamente, deixou o nome Robi Rosa de 1984 a 1996 para trás, e passou a usar simplesmente Draco, oficialmente.
2006
De 4 de fevereiro a 30 de julho de 2006, Draco emprestou seu Dodge Charger 1968 (é apaixonado por carros antigos) e sua valiosa guitarra acústica Everly Brothers, da marca Gibson de 1966, para exposição na Feira “ENCORE! Cars & Guitars of Rock‘n Roll II”, que se realizou no Petersen Automotive Museum de Los Angeles.
Convidado para se apresentar junto a Carlos Santana, Draco participou em julho de 2006 do "40th Montreux Jazz Festival", na Suíça. Além de cantar com Santana, colaborou com outros artistas, entre eles Deep Purple e Herbie Hancock.
Para Draco, fazer parte do Festival foi uma consagração musical. Suas palavras resumem a emoção:
"Para mi és um honor y um privilégio ser parte del Festival más importante del mundo. Mis más grandes inspiraciones vienen del jazz y el rock. Y estar em la misma tarima donde tocó Miles y compartirla com Santana és surreal!"
(Tradução: "Para mim é uma honra e um privilégio fazer parte do Festival mais importante do mundo. Minhas maiores inspirações vem do jazz e rock. E estar no mesmo palco onde tocou Miles Davis e compartilhá-lo com Santana é surreal!)
Em setembro de 2006, Draco se separou da Sony Music, e passa a usar o selo de sua própria gravadora/produtora, a PHVX.
2007
No início do ano foi lançado um calendário, pela PHVX. No dia 10 de julho lançou sua mais nova produção: Draco Y El Teatro Del Absurdo, pelo seu próprio selo (inicialmente em Porto Rico), com canções que expressam muita poesia, esperança política e uma pitada de excentricidade.
Nos dias 28 e 29 de setembro, os fãs se deleitaram com mais uma mostra de todo o talento de Draco, em shows que lotaram o Choliseo José M. Agrelot, em San Juan - Porto Rico. O cenário relembrou seu estúdio de gravação PHVX, em Los Angeles, com imagens de revolucionários, como o argentino Che Guevara, os portoriquenhos Filiberto Ojeda Ríos e Pedro Albizu Campos, e uma bandeira de Lares (centro de Porto Rico).
Apresentou vários sucessos dos álbuns Frio e Vagabundo, sendo que a maioria das canções foram do álbum que dá nome ao show: Y El Teatro Del Absurdo.
Uma das maiores surpresas foi a interpretação de sua própria versão do sucesso Livin' La Vida Loca ao megafone.
2010
Em abril de 2010 foi diagnosticado um câncer na região do abdômen do cantor. Denominado de Linfoma de Hodgkin, ficando curado.

## Discografia[2]

### Menudo
- 1984 - Menudo - Mania (português)
- 1984 - Menudo - Reaching Out (inglês)
- 1984 - Menudo - Evolucion (espanhol)
- 1985 - Menudo - Explosion (inglês)
- 1985 - Menudo - Ayer y Hoy (espanhol)
- 1985 - Menudo - Festa Vai Começar (português)
- 1986 - Menudo - Viva! Bravo! (italiano)
- 1986 - Menudo - Refrescante (espanhol)
- 1986 - Menudo - Refrescante (português)
- 1986 - Menudo - Can't Get Enough (inglês)

### Carreira solo
- 1988 - Robby Rosa (português)
- 1989 - Robby Rosa (português)
- 1988 - Salsa (trilha sonora do filme)
- 1990 - Maggie's Dream
- 1994 - Frio
- 1996 - Vagabundo
- 1998 - Songbirds & Roosters (original 1984)
- 2001 - Libertad Del Alma (coletânea)
- 2002 - Encuentro (Com Rubén Blades e Juan Luis Guerra)
- 2004 - Como Me Acuerdo
- 2004 - Mad love
- 2005 - Al Natural (live)
- 2007 - El Teatro del Absurdo
- 2008 - Vino
- 2009 - Amor Vincit Omnia
- 2013 - Vida (em parceria com outros cantores)
- 2018 - Monte Sagrado

## DVDs
- 2002 - Encuentro (Com Rubén Blades e Juan Luis Guerra)
- 2005 - Al Natural (live)
- 2008 - Teatro Live

## Singles-compactos
- 1988 - Robby - Michael
- 1988 - Robby - Como de Costume/Notícias de Você
- 1988 - Robby - Coração nas Nuvens
- 1989 - Robby - Ser Feliz
- 1989 - Robby Rosa - Angela/Little Woman

## Filmografia
- 1985 - O Barco do Amor (Série de TV) (episódio 218 - Letting Go - Part 1) (TV ABC - Estados Unidos) (TV BANDEIRANTES - Brasil)
- 1987 - Por Siempre Amigos (novela de TV) (Canal 11 - Buenos Aires - Argentina)
- 1988 - Salsa - O Filme Quente
- 1988 - Homens de Verdade não Mascam Chiclete